# The Cate Brothers
The Cate Brothers is een Amerikaanse countryrockgroep, bestaande uit de tweelingbroers Earl Cate en Ernest (Ernie) Cate (Fayetteville, 26 december 1942), aangevuld met Terry Cagle en Ron Eoff.

## Geschiedenis
De broers Cate werden midden jaren 1960 de vertolkers van de countrysoul-muziek in de clubs en dancings van Arkansas en elders in het midzuiden van de Verenigde Staten. Beide broers waren singer-songwriters. Earl speelde gitaar en Ernie speelde piano. Ze waren sessiemuzikanten gedurende midden en eind jaren 1970 en weer van midden jaren 1990 tot het eerste decennium van de jaren 2000.
In hun geboorteplaats Fayetteville was rock-'n-roll-pionier Ronnie Hawkins, die er was opgegroeid, in de jaren 1950 eigenaar en manager van de Rockwood Club. Vroege rockmuzikanten kwamen daar spelen, onder wie Jerry Lee Lewis, Carl Perkins, Roy Orbison, Conway Twitty, Roy Buchanan en Leon Russell. In de late jaren 1950 verbonden Earl en Ernie Cate zich met Hawkins en zijn begeleidingsband The Hawks, waarvan op dat moment drummer Levon Helm deel uitmaakte, maar in 1958 verlieten Hawkins en zijn band Arkansas en vestigden zich in Canada. Later keerden The Hawks, inmiddels bestaande uit Helm en vier Canadezen, terug naar de Verenigde Staten om als The Band zelfstandig verder te gaan.
In 1975 kregen de broers door Helms bemiddeling een contract bij het platenlabel Asylum Records in Los Angeles, waarna hun carrière als The Cate Brothers begon. Hun debuutalbum Cate Bros. van 1975 werd geproduceerd door de gitarist Steve Cropper, die erop meespeelde naast Levon Helm, Donald "Duck" Dunn en ex-Poco-basgitarist Timothy B. Schmit, die later naar The Eagles zou vertrekken. Het album bevatte de enige top 40-single Union Man van het duo, die 20 weken in de Billboard Hot 100 verbleef (#24, mei 1976). Twee verdere albums In One Eye and out the Other (1976) en Cate Bros. Band (1977) volgden, met drummer Terry Cagle en bassist Ron Eoff.
In 1979 bereikten ze een breder publiek, toen ze optraden in het PBS-muziekprogramma Austin City Limits, opgenomen in december 1978. In 1979 brachten The Cate Brothers hun vierde en laatste album van deze periode, Fire on the Tracks uit. Het bereikte de 24e plaats in de album rockhitlijst dankzij de single Union Man, een van de songs die ze hadden vertolkt tijdens Austin City Limits.
Tijdens de jaren 1980 brachten ze geen platen uit, terwijl ze doorgingen met toeren binnen het southern countryrock- en bluescircuit in de staten Tennessee en Arkansas. Ze werkten met onder anderen de zangeres Maria Muldaur. Tijdens de vroege jaren 1980 vervoegden de broers met Terry Cagle en Ron Eoff zich bij Levon Helm, Rick Danko, Richard Manuel en Garth Hudson voor een revival van The Band (zonder gitarist Robbie Robertson). The Cate Brothers hervatten de opnamen midden jaren 1990 en brachten vijf albums uit bij onafhankelijke labels tussen 1995 en 2009, waaronder Radioland (1995) met bluesgitarist Coco Montoya, die in de jaren 1980 een van John Mayall's Bluesbreakers was geweest.

## Discografie
- 1975: Cate Bros. (Asylum Records)
- 1976: In One Eye and Out the Other (Asylum Records)
- 1977: Cate Bros. Band (Asylum Records)
- 1979: Fire on the Tracks (Asylum Records)
- 1995: Radioland (Icehouse)
- 1997: Struck a Vein (Big Burger)
- 1999: Arkansas Soul Siblings: The Crazy Cajun Recordings (Edsel)[6]
- 1999: Live (Current)
- 2004: Play by the Rules (Louisiana Red Hot)